# Фахраддин Гургани
Фахраддин Гургани́ (также Фахр ад-дин Горгани, перс. فخرالدين اسعد گرگاني‎) — персидский поэт XI века. Биография поэта неизвестна, единственное дошедшее произведение — поэма «Вис и Рамин».

## Вис и Рамин

### История
Текст поэмы уже в Средние века был библиографической редкостью, до наших дней дошли лишь четыре её списка и два отрывка. Первая рукопись поэмы была обнаружена в 1850 году в Индии Алоисом Шпренгером. В 1864—1865 годах она была опубликована в Калькутте.
Первый перевод поэмы был сделан ещё в XII веке на грузинский язык. По мнению академика Марра, с этим переводом был знаком Шота Руставели. С грузинского перевода в свою очередь были сделаны переводы на английский (1914) и на русский (1938) языки.

## Переводы на русский язык
- Фахриддин Гургани. Вис и Рамин. Перевод с персидского С.Липкина. Изд. ГИХЛ, Москва, 1963
- См. также: ИСТИНЫ: Изречения персидского и таджикского народов, их поэтов и мудрецов. Перевод Наума Гребнева. Издательство Наука. Главная редакция восточной литературы. Москва 1968.